# Bahram Afzalí
Bahram Afzalí (en persa: بهرام افضلی; Irán, 1938-Teherán, 25 de febrero de 1984) fue un comandante de la Armada de Irán. Fue ejecutado en 1984 debido a su presunto involucramiento en espionaje para la Unión Soviética.

## Carrera
Afzalí fue ingeniero y capitán en la Armada Imperial de Irán. Después de la Revolución Islámica continuo al servicio en la Armada y tomó parte en la Guerra Irán-Irak (1980-1988), dirigiendo la Operación Morvarid. El presidente Abolhasán Banisadr lo nombró comandante de la Armada en junio de 1980. También fue asesor especial del presidente del Parlamento iraní, Akbar Hashemí Rafsanyaní.

## Arresto, juicio y ejecución
A inicios de 1983 Afzalí, junto con más de 1,000 miembros del Partido Tudeh, fue arrestado por el IRP. Ellos fueron llevados al tribunal militar en diciembre del miso año y 32 de ellos fueron condenados a muerte. Su juez fue el Hojjat Al Islam Mohammad Reyshahri, que también interrogaría a Mahdi Hashemi en 1986. El paradero del tribunal nunca ha sido revelado.
10 de esos miembros del Tudeh fueron ejecutados. El 25 de febrero de 1984 Afzalí fue ejecutado por cargo de espionaje para la Unión Soviética.